# Boris Floricic
Boris Floricic (ur. 8 czerwca 1972 w Berlinie Zachodnim, zm. 17 października 1998 w Berlinie) – niemiecki cracker i phreaker o pseudonimie Tron, zaczerpniętym z filmu o tym tytule. Jego tajemnicza śmierć w roku 1998 stała się podstawą do wielu teorii spiskowych.
Floricic znaleziony został martwy w parku w Berlinie. Przyczyną śmierci było powieszenie na drzewie na pasku od spodni owiniętym wokół szyi. Oficjalnie zaklasyfikowano to jako samobójstwo, jednakże wielu jego znajomych i członków rodziny twierdzi, że mógł zostać zamordowany.

## Sprawa publikacji nazwiska
Ze względu na to, że jego rodzina nie życzy sobie publikacji jego prawdziwego nazwiska, w niemieckich gazetach Tron opisywany jest jako „Boris F.”, choć artykuły w prasie holenderskiej i wcześniejsze publikacje niemieckie wielokrotnie podawały jego nazwisko. 14 grudnia 2005 r. rodzice Floricica uzyskali tymczasowy nakaz sądowy w berlińskim sądzie nakazujący Fundacji Wikimedia usunięcie pełnego nazwiska ze wszystkich stron w domenie „wikipedia.org”. Sąd nakazał również Fundacji wysłanie do sądu reprezentanta w Niemczech w przeciągu dwóch tygodni. Sprawa ta uzyskała duży rozgłos w prasie niemieckiej i holenderskiej. Prawo niemieckie wymaga dostarczenia nakazu w przeciągu dwóch tygodni, jednak pierwotny nakaz został omyłkowo zaadresowany do Petersburga w Rosji zamiast do St. Petersburga na Florydzie, co poprawiono pięć dni później. Nie wiadomo, w jaki sposób niemiecki sąd chce wyegzekwować nakaz w Stanach Zjednoczonych, jako że rząd USA nie uznaje jurysdykcji zagranicznych sądów.
17 stycznia 2006 sąd zakazał Wikimedia Deutschland, niemieckiemu oddziałowi Fundacji, linkować do niemieckiej Wikipedii. Ze względu na to pod adresem www.wikipedia.de zamiast przekierowania do de.wikipedia.org przez pewien czas znajdowała się strona wyjaśniająca zaistniałą sytuację, nie było na niej jednak wzmianki o Tronie.

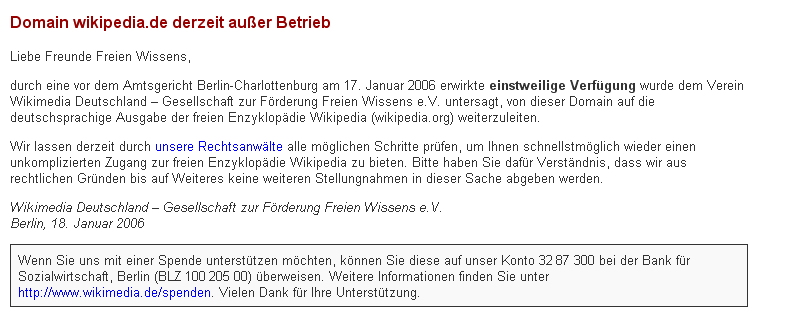
Widok strony www.wikipedia.de 19 stycznia 2006

9 lutego 2006 sąd odwołał poprzedni wyrok, jako że nie zostało naruszone prawo do ochrony nazwiska zmarłego. Dalsze wnioski rodziców Floricica do sądu krajowego Berlina zostały odrzucone, a sprawa prawomocnie zakończona.